# Ада (приток на Тунджа)
Ада (или Овчи кладенец, до 1934 г. Коюнбунар) е река в Южна България, област Ямбол, община Тунджа ляв приток на Тунджа. Дължината ѝ е 19 km.
Река Ада извира на 370 m н.в. южно от връх Калето (488 m) във възвишението Бакаджиците. До село Челник тече на юг, а след това на югозапад в плитка долина през Ямболското поле. Влива се от ляво в река Тунджа на 110 m н.в., на 1,6 km североизточно от село Коневец. В миналото реката се е вливала директно в Тунджа, но сега на 1,2 km преди устието си коритото ѝ е преградено и е коригирано в югоизточна посока на протежение 3,7 km успоредно на Тунджа преди да се влее в нея.
Площта на водосборния басейн на реката е малка – 54 km2, което представлява едва 0,64% от водосборния басейн на Тунджа.
Основен приток – Илачдере (десен). Реката е с основно дъждовно подхранване с максимум от февруари до май и минимум от юли до ноември. През горещите лятно-есенни месеци пресъхва.
По течението на реката в Община Тунджа са разположени 2 села: Челник и Асеново.
Водите на реката почти изцяло през лятото се използват за напояване – язовир „Асеново".

## Топографска карта
- Лист от карта K-35-54. Мащаб: 1 : 100 000.
- Лист от карта K-35-66. Мащаб: 1 : 100 000.